# Sulla mia strada
Sulla mia strada è un brano musicale scritto e interpretato da Luciano Ligabue, pubblicato nel 2000 come quinto singolo dall'album Miss Mondo del 1999.

## La versione dal vivo
Una nuova versione dal vivo è stata resa disponibile per il download digitale e per l'airplay radiofonico a partire dal 22 maggio 2009. Si tratta del singolo che anticipa l'album Sette notti in Arena pubblicato il 5 giugno 2009. È la versione registrata durante i concerti tenuti da Ligabue fra il settembre e l'ottobre del 2008 all'Arena di Verona, accompagnato dall'Orchestra dell'Arena di Verona diretta da Marco Sabiu.
Il brano ha debuttato alla sedicesima posizione dei singoli più scaricati in Italia il 4 giugno 2009. È stato frequentemente trasmesso in radio, raggiungendo la posizione numero 1 dell'airplay.

## Il testo
Il cantautore, dopo il successo degli ultimi tempi e soprattutto dopo i concerti di fine giugno 1997, analizza la posizione dei personaggi che, come lui, quanto più diventano famosi e conosciuti, tanto più vengono idolatrati e proiettati lontano dalla vita reale per opera del pubblico e dei fan. Questa situazione genera un condizionamento personale che rende difficile mantenere un equilibrio interiore e che non consente di rimanere Uno dei tanti.
(Luciano Ligabue, nel testo di Uno dei tanti)
Il disagio si manifesta nella fatica e nell'impegno dell'artista a respingere situazioni esagerate ed esasperate, con il rischio che la fermezza possa essere interpretata come cattiveria.

## Il video musicale
Diretto da Riccardo Paoletti, si riferisce alla versione originale del brano, ma già eseguita dal vivo, e utilizza immagini inedite dal tour 1990-2000: 10 anni sulla mia strada.
Il videoclip è stato inserito nelle raccolte in DVD, Secondo tempo del 2008 e Videoclip Collection del 2012, quest'ultima distribuita solo nelle edicole.

## Tracce
Versione studio originale 2000
1. Sulla mia strada – 3:20 (Luciano Ligabue)

Versione live 2009
1. Sulla mia strada (live) – 3:55

## Formazione (versione studio)
- Luciano Ligabue - voce

### La Banda
- Mel Previte – chitarra elettrica
- Federico Poggipollini - chitarra elettrica
- Antonio Righetti - basso
- Roberto Pellati - batteria

### Altri musicisti
- Michele Monestiroli - sassofono

## Classifiche
| Classifica (2009) | Posizione massima |
| ----------------- | ----------------- |
| Italia            | 16                |